# Internationaal filmfestival van Shanghai

Het internationaal filmfestival van Shanghai (Chinees: 上海|国际|电影|节) is een van de grootste filmfestivals van Azië. Tevens is het een van de drie door de FIAPF geaccrediteerde competitieve filmfestivals in Azië. De anderen zijn het Internationaal filmfestival van India en het internationaal filmfestival van Tokio.
Het eerste festival werd gehouden van 7 tot 14 oktober 1993. Tot 2001 werd het festival om de twee jaar gehouden. In 2003 was er geen festival.

## Prijzen
Op het festival wordt de Gouden Jue (Pinyin: Jin Jue, Chinees: 金爵) uitgereikt. Een jue is oud type wijnkan. Films die meedoen aan de hoofdcompetitie voor speelfilms, evenals de competities gespecialiseerd in documentaire, animatie en korte films komen in aanmerking voor de prijs. Per categorie is een internationale jury aangesteld die de prijzen uitreikt.
- Beste film
- Grote Juryprijs
- Beste regisseur
- Beste scenario
- Beste actrice
- Beste acteur
- Beste camerawerk
- Beste artistieke prestatie (in de categorieën artdirector, kostuums, montage, make-up, etc.)
- Beste documentaire
- Beste animatiefilm

### Winnaars van deGouden Juevoor beste film
| Jaar                | Film                       | Regisseur                | Land                     |
| ------------------- | -------------------------- | ------------------------ | ------------------------ |
| 1993 (1ste editie)  | Hill of No Return          | Wang T'ung               | Taiwan                   |
| 1995 (2de editie)   | Broken Silence             | Wolfgang Panzer          | Zwitserland              |
| 1997 (3de editie)   | The Woodlanders            | Phil Agland              | Verenigd Koninkrijk      |
| 1999 (4de editie)   | Propaganda                 | Sinan Cetin              | Turkije                  |
| 2001 (5de editie)   | Antitrust                  | Peter Howitt             | Verenigde Staten         |
| 2002 (6de editie)   | Life Show                  | Huo Jianqi               | China                    |
| 2004 (7de editie)   | Tradition of Lover Killing | Khosro Masumi            | Iran                     |
| 2005 (8ste editie)  | Photo Album of the Village | Mitsuhiro Mihara         | Japan                    |
| 2006 (9de editie)   | Vier Minuten               | Chris Kraus              | Duitsland                |
| 2007 (10de editie)  | According to Plan          | Franzisca Meletzky       | Duitsland                |
| 2008 (11de editie)  | Mukha                      | Vladimir Kott            | Rusland                  |
| 2009 (12de editie)  | Original                   | Antonio Tublen           | Zweden                   |
| 2010 (13de editie)  | Kiss me again              | Gabriele Muccino         | Italië                   |
| 2011 (14de editie)  | Hayde Bre                  | Orhan Oguz               | Turkije                  |
| 2012 (15de editie)  | The Bear                   | Khosrow Masoumi          | Iran                     |
| 2013 (16de editie)  | The Major                  | Yuriy Bykov              | Rusland                  |
| 2014 (17de editie)  | Mikra Anglia               | Pantelis Voulgaris       | Griekenland              |
| 2015 (18de editie)  | Jamais de la vie           | Pierre Jolivet           | Frankrijk België         |
| 2016 (19de editie)  | De Lan                     | Jie Liu                  | China                    |
| 2017 (20ste editie) | Pauwi na                   | Paolo Villaluna          | Filipijnen               |
| 2018 (21ste editie) | Out of Paradise            | Batbayar Chogsom         | Zwitserland Mongolië     |
| 2019 (22ste editie) | Ghasr-e Shirin             | Reza Mirkarimi           | Iran                     |
| 2020 (23ste editie) | Geen prijzen uitgereikt.   | Geen prijzen uitgereikt. | Geen prijzen uitgereikt. |
| 2021 (24ste editie) | Manchurian Tiger           | Geng Jun                 | China                    |